# ソティス周期
ソティス周期（ソティスしゅうき）は、1年を365日（1暦年）とする民衆暦（シビル暦）と、1年を約365.25日（1シリウス年）とする、シリウスに基づいたソティス暦（太陽暦）との間で発生する季節のずれが、元に戻る（同期する）期間の長さである。
民衆暦（シビル暦）では、1年間に約0.25日ずつ季節が遅れるため、4年で約1日のずれが生じる。しかし民衆暦（シビル暦）には宗教上の理由により閏年・閏月・閏日が存在しないため、このずれは放置され、年々、暦の月日と実際の季節とがずれていく。
ソティス周期とは、民衆暦（シビル暦）におけるこのずれが約1年分（365.25日分）に達するのにかかる、365.25/0.25あるいは365.25×4＝「1461暦年」＝「1460シリウス年」のことを指すのが一般的である。
民衆暦（シビル暦）における「1461暦年」（365×1461）は、ソティス暦（太陽暦）における「1460シリウス年」（365.25×1460）に一致する。
紀元139年にこの一致をみたので、逆算すると、紀元前4241年、または、紀元前2781年にソティス暦（太陽暦）は始まったと考えられている。
ソティス（Sothis）とは古ラテン語でシリウスのことであり、古代エジプトでは、ナイル川の氾濫の予測と農業のために用いられた。